# Nash 660 e 960
La 660 (Six-Sixty) è stata un'autovettura prodotta dalla Nash Motors nel 1931. Nel model year 1932 fu rinominata Nash 960 (Nine-Sixty). Quest'ultima uscì poi di produzione nell'anno stesso.

## Storia
Il telaio, che era caratterizzato da un passo di 2.902 mm, lo ereditò dal modello antenato.
Il modello aveva installato un motore a sei cilindri in linea e valvole laterali da 3.299 cm³ di cilindrata avente un alesaggio di 79,4 mm e una corsa di 111,1 mm, che erogava 65 CV di potenza. La frizione era monodisco a secco, mentre il cambio era a tre rapporti. La trazione era posteriore. I freni erano meccanici sulle quattro ruote. Anche la meccanica derivava da quella del modello antenato.
La 660/960 era offerta in versione berlina due e quattro porte, coupé due porte e phaeton due e quattro porte.
La vettura fu rinominata 960 nel 1932 senza modifiche sostanziali. Fu solo lievemente aggiornata la linea. La 960 fu sostituita il 1º marzo 1932 dalla Big Six.